# Motuca (ort)
Motuca är en ort i Brasilien.   Den ligger i kommunen Motuca och delstaten São Paulo, i den sydöstra delen av landet, 600 km söder om huvudstaden Brasília. Motuca ligger 619 meter över havet och antalet invånare är 4 290.
Terrängen runt Motuca är huvudsakligen platt. Motuca ligger uppe på en höjd. Närmaste större samhälle är Guariba, 18,3 km norr om Motuca.
Omgivningarna runt Motuca är en mosaik av jordbruksmark och naturlig växtlighet. Runt Motuca är det ganska glesbefolkat, med 24 invånare per kvadratkilometer.